# Poroderma africanum
Poroderma africanum, conhecido popularmente como tubarão-gato-listrado, é uma espécie de tubarão da família Scyliorhinidae, endêmica das águas costeiras da África do Sul. Essa abundante espécie moradora do fundo do mar pode ser encontrada desde a zona entremarés para uma profundidade de 100 m, particularmente sobre recifes e camas de algas. Com uma série de listras grossas, paralelas e escuras correndo ao longo de seu corpo robusto, o tubarão-gato-listrado tem uma aparência inconfundível. Além disso, é caracterizado por uma cabeça e focinho curtos com um par de barbilhos delgados que não alcançam a boca e duas nadadeiras dorsais que se ficam bem para trás no corpo. Pode chegar a até 1,1 m de comprimento.
O tubarão-gato-listrado é primariamente noturno, passando a maior parte do dia descansando sem se mover e escondido em cavidades ou fendas entre a vegetação. Ele frequentemente forma grupos, particularmente durante o verão. Essa espécie é um predador oportunista que se alimenta de uma grande variedade de peixes e invertebrados; ele tem preferência por cefalópodes e frequenta as áreas de desova da lula Loligo vulgaris. Quando ameaçado, ele se enrola em um círculo com a cauda cobrindo a cabeça. É ovíparo, com as fêmeas botando durante todo o ano duas bolsas de sereia retangulares e de cor marrom-escura de cada vez. Esse pequeno e inofensivo tubarão se adapta bem ao cativeiro e é comumente exibido em aquários públicos. É frequentemente apanhado como fauna acompanhante nas pescas comercial e desportiva, sendo muitos deles mortos por pescadores que os consideram uma peste. Embora não haja dados sugerindo que seus números tenham diminuído, a União Internacional para a Conservação da Natureza (IUCN) avaliou o tubarão-gato-listrado como Pouco Preocupante.

## Taxonomia
O tubarão-gato-listrado foi originalmente descrito como Squalus africanus pelo naturalista alemão Johann Friedrich Gmelin em 1789, na 13° edição de Systema Naturae sem designar um holótipo. Em 1837, o físico escocês e zoólogo Andrew Smith criou o gênero Poroderma e seu parente P. pantherinum, (na época, acreditava-se ser várias espécies). Em 1908, o zoólogo Henry Weed Fowler fez do tubarão-gato-listrado a espécie-tipo do gênero.

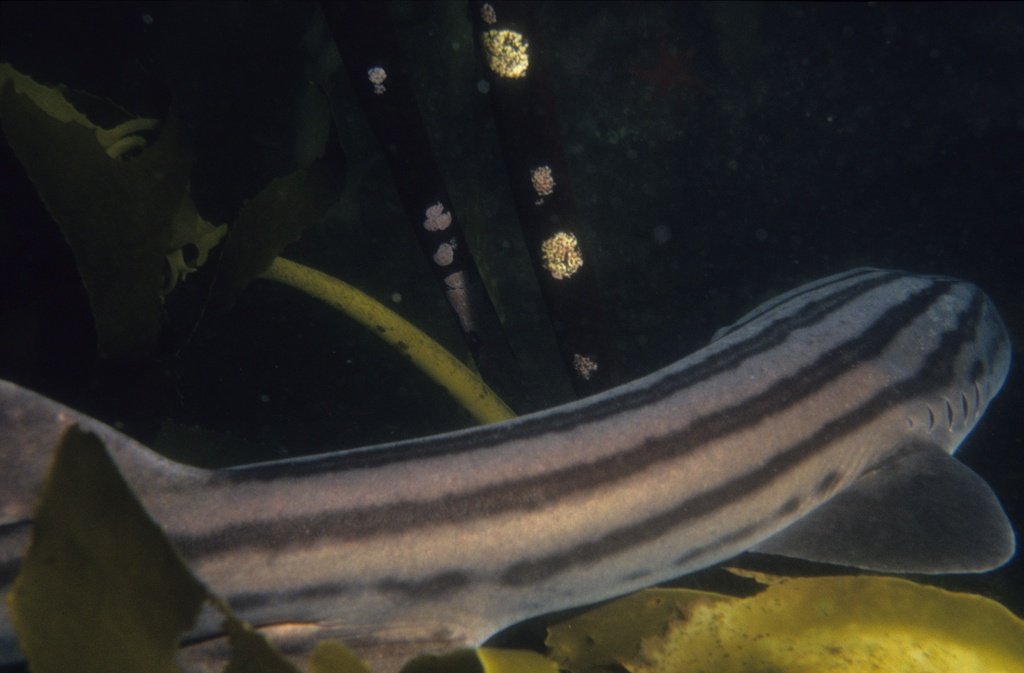
Camas de algas são um habitat preferido do tubarão-gato-listrado

## Distribuição e habitat
Um morador do fundo do mar habitante de águas costeira temperadas, o tubarão-gato-listrado é encontrado na costa da África do Sul, desde a Baía da Mesa ao norte de East London. É mais abundante no litoral de Cabo Ocidental, e pode ir tão longe quanto a Baía de Saldanha para o oeste e KwaZulu-Natal para o leste; registros antigos provenientes de Maurícia, Madagascar e da República Democrática do Congo são quase com certeza errôneos. O tubarão-gato-listrado é comumente encontrado nas muito rasas águas intertidais e litorâneas sem mais do que 5 m de profundidade, apesar de ocorrer dentro e ao redor de Algoa Bay a profundidades de 50-100 m e tenha sido reportado a 108 m. Ele prefere recifes rochosos e camas de algas do gênero Ecklonia.

## Descrição

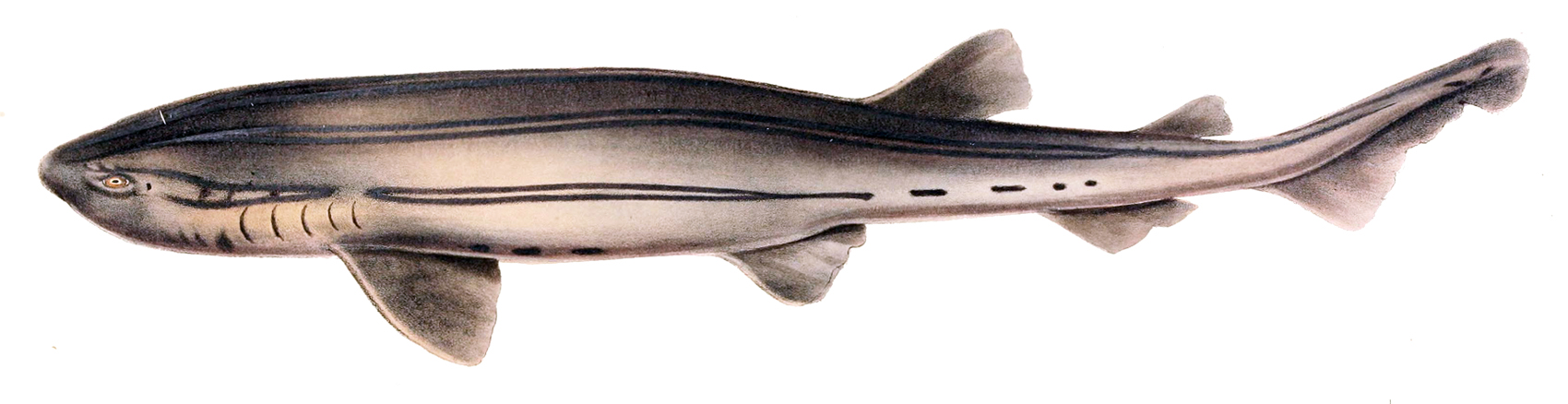
Visão de perfil de um tubarão-gato-listrado, de Illustrations of the Zoology of South Africa (1838).

O tubarão-gato-listrado é a maior espécie e de corpo mais grosso de seu gênero, chegando a até 1,1 m de comprimento e 7,9 kg ou mais em peso. Indivíduos de ambos os sexos crescem para basicamente o mesmo tamanho máximo. A cabeça e o focinho são curtos e levemente achatados, com um contorno estreitamente parabólico quando vistos de cima ou de baixo. Cada narina é dividida em pequenas aberturas incorrentes e excorrentes por uma aba de pele na frente; a aba tem um formato trilobado com o lobo central formando um barbilho longo e cônico. Os barbilhos são mais espessos do que os de P. pantherinum, e não alcançam a boca. Os olhos são ovais horizontalmente e localizados bastante altos na cabeça, com rudimentares membranas nictitantes (terceira pálpebra protetora). Sua boca, de tamanho considerável, forma um amplo arco, com sulcos curtos estendendo-se dos cantos até a mandíbula superior e inferior; os dentes superiores ficam expostos quando a boca é fechada. Existem 18-25 e 14-24 fileiras de dentes em cada lado das mandíbulas superior e inferior, respectivamente. Os dentes têm uma cúspide central delgada ladeada por um par de pequenas cúspides; aqueles dos machos adultos são ligeiramente mais grossos do que os das fêmeas.
O corpo é bastante comprimido de um lado para o outro e afunila em direção à cauda. As duas nadadeiras dorsais são colocadas bem para trás: a primeira se origina na parte posterior das nadadeiras pélvicas, enquanto a segunda se origina no ponto médio da nadadeira anal. A primeira dorsal é muito maior que a segunda. As nadadeiras peitorais são grandes e largas. As nadadeiras pélvicas são mais baixas que as peitorais, mas suas bases têm aproximadamente o mesmo comprimento. Os machos adultos têm um par de clásperes curtos e grossos, com as margens internas das nadadeiras pélvicas parcialmente fundidas sobre elas para formar um "avental". A curta e larga nadadeira caudal tem um lobo inferior indistinto e um corte ventral perto da ponta do lobo superior. A pele é muito espessa e tem um bem-calcificadas escamas placoides; cada escama possui uma coroa em forma de ponta de seta com três pontos posteriores, montados em um pedúnculo curto. A coloração dorsal é distinta, consistindo em 5-7 listras grossas, paralelas e escuras que vão do focinho ao pedúnculo caudal em um variável fundo acinzentado ou acastanhado; as listras se quebram perto da cauda e da barriga. Em alguns tubarões, a faixa principal de cada lado pode se bifurcar atrás do olho, as faixas podem ser divididas em duas por linhas centrais mais claras ou uma ou mais manchas escuras grandes podem estar presentes. O lado de baixo é claro, às vezes com manchas cinza claro, e claramente demarcado da cor do flanco. Os tubarões jovens se parecem com os adultos, mas podem ser muito mais claros ou ter listras muito mais escuras. Um espécime albino foi registrado na Baía Falsa.

## Biologia e ecologia
Em vez de nadar devagar, o tubarão-gato-listrado passa a maior parte do dia descansando em cavernas ou fendas ou entre algas, emergindo à noite para buscar alimento ativamente. Muitos indivíduos podem se reunir em um único local, especialmente no verão. Esta espécie é presa de tubarões maiores, e é um dos peixes cartilaginosos mais frequentemente consumido pelo cação-bruxa (Notorynchus cepedianus). Quando ameaçado, geralmente se enrola em um círculo com a cauda cobrindo a cabeça, de forma semelhante aos tubarões do gênero Haploblepharus. Seus ovos são presa das espécies de búzio Burnupena papyracea e B. lagenaria, que podem perfurar a bolsa de sereia para extrair o vitelo de dentro. Como os outros tubarões, o tubarão-gato-listrado mantém o balanço osmótico com o ambiente regulando sua concentração interior de ureia e outros restos nitrogenados. Experimentos mostraram que a capacidade de osmorregulação do tubarão depende de quão bem ele se alimentou.
O tubarão-gato-listrado se alimenta de uma ampla variedade de pequenos animais, incluindo peixes ósseos como anchovas (Engraulidae), cabrinhas (Triglidae) e merluzas (Merlucciidae), peixes-bruxa (Myxini), tubarões e raias menores e suas bolsas de sereia, crustáceos, cefalópodes, bivalves, e poliquetas; também são conhecidos por serem carniceiros com restos de peixes. Apesar de ter uma predileção por cefalópodes, a composição da dieta desse predador oportunista reflete os tipos de presa disponíveis localmente. Por exemplo, em Baía Falsa a lagosta Jasus lalandii é a fonte de alimento mais importante, seguida por cefalópodes e então peixes. Tubarões-gato-listrado foram observados agarrando e arrancando tentáculos de polvos e chocos com um movimento de torção; em uma ocasião, três tubarões foram vistos simultaneamente atacando um polvo desse modo. Durante a desova em massa da lula-comum (Loligo vulgaris), que ocorre de forma imprevisível durante todo o ano, mas com pico de outubro a dezembro, os tubarões-gato-listrado se desviam de seus hábitos noturnos e se reúnem em números substanciais dentro das "camas de ovo" das lulas durante o dia. Os tubarões escondem suas cabeças entre as massas de ovos, enquanto suas listras quebram os contornos de seus corpos. Enquanto a lula fêmea desce ao fundo do mar para prender seus ovos, guardada pelos machos, ela se torna vulnerável aos ataques de emboscada dos tubarões.

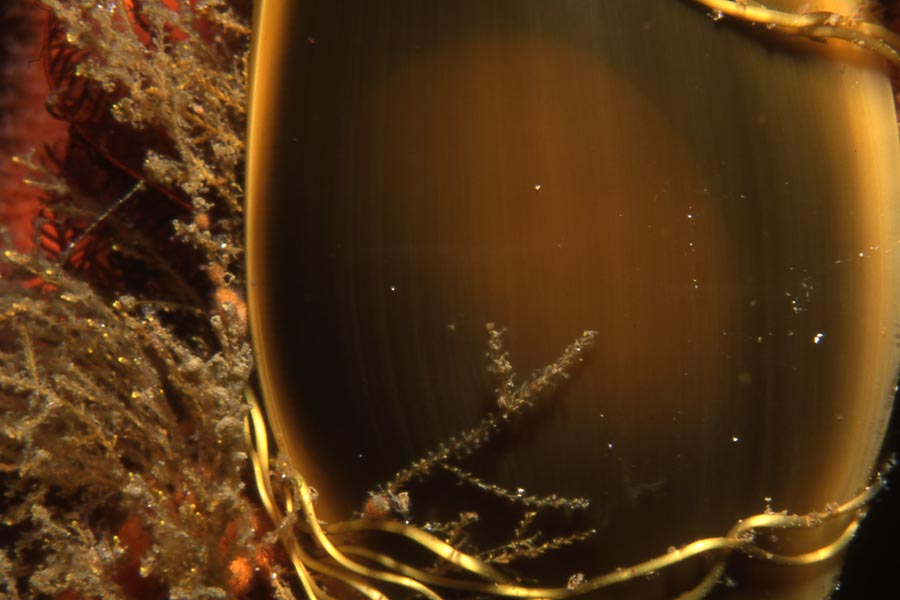
Fêmeas de tubarão-gato-listrado põem duas bolsas de sereia marrom-escuras, que são presas à estruturas no fundo do mar

O tubarão-gato-listrado é uma espécie ovípara, e macho e fêmea parecem ter reprodução ativa durante todo o ano. Fêmeas adultas tem um único ovário e dois ovidutos funcionais, com um ovo amadurecendo por vez. O ovo é contido em uma forte cápsula retangular marrom-escura de 9,5 cm de comprimento e 4,5 cm de largura, com longas gavinhas nos cantos que permitem que a fêmea prenda a cápsula a estruturas subaquáticas, como estipes de algas ou corais da subclasse Octocorallia. Os ovos mantidos em aquários eclodem em aproximadamente cinco meses e meio, com o tubarão recém-nascido medindo de 14 a 15 cm de comprimento. Machos e fêmeas começam a amadurecer sexualmente quando estão, respectivamente, com 78-81 e 79-83 cm de comprimento, e todos os tubarões são adultos quando chegam a um comprimento de 89 cm.

## Interações com humanos
Entre os tubarões sul-africanos da família Scyliorhinidae mais comuns, o tubarão-gato-listrado é inofensivo aos humanos e de difícil aproximação subaquática. Devido ao seu pequeno tamanho, aparência atraente e robustez, é comumente exibido em aquários públicos. O comércio de aquários apoia uma pequena pescaria visando esta espécie e seu semelhante P. pantherinum. Grandes números de tubarões-gato-listrado são pescados acidentalmente pela pescaria comercial com o uso de palangre, rede de emalhar, rede de cerco, e bottom-trawlling; também são fisgados pela pesca recreativa, especialmente durante o verão, quando os tubarões se agregam. Embora comestíveis, a maioria é descartada, enquanto alguns são usados como isca para lagosta. O custo de sua pesca como fauna acompanhante é provavelmente muito subestimado, já que muitos pescadores que usam equipamento de linha consideram os tubarões-gato-listrado como pragas que "roubam" a isca e os matam antes de descartá-los.
A União Internacional para a Conservação da Natureza (IUCN) listou o tubarão-gato-listrado como Pouco Preocupante, citando sua pequena distribuição e um recente aumento na pressão da pesca sobre pequenos tubarões na região. No entanto, não há nenhuma evidência sugerindo declínio da população. Não existem medidas de conservação específicas em vigor para esta espécie, embora a sua distribuição englobe duas reservas marinhas. O Instituto de Pesquisa de Pesca Marítima da África do Sul está considerando a descomercialização legal do tubarão-gato-listrado, o que limitaria o grau em que ele pode ser alvo da pesca comercial.